# Als ik je niet zie
Als ik je niet zie is een single van de Nederlandse rapper Kevin in samenwerking met zangeres Yade Lauren uit 2020. Het stond in hetzelfde jaar als negende track op het album Animal stories van Kevin.

## Achtergrond
Als ik je niet zie is geschreven door Joey Moehmadsaleh, Kevin de Gier, Yade Lauren Clevers en Rafael Maijnard en geproduceerd door Jordan Wayne. Het is een nederhoplied dat gaat over een geëindigde relatie, waarin wanneer degene die uit de relatie terugkomt de ander niet ziet, constant aan de ander blijft denken. Het is na Gold chain in 2018 de tweede keer dat de twee artiesten met elkaar samenwerken, die later de samenwerking opnieuw aangingen op de nummers Praat met mij, Samen, Swim deep en Trust. De B-kant van de single is een instrumentale versie van het lied. De single heeft in Nederland de dubbel platina status.

## Hitnoteringen
De artiesten hadden enig succes met het nummer in Nederland en bescheiden succes in België. In de Single Top 100 piekte het op de tweede plaats en was het 48 weken te vinden. De piekpositie in de Nederlandse Top 40 was de 29e plek in de drie weken dat het in deze hitlijst stond. De Vlaamse Ultratop 50 werd niet gehaald, maar het kwam tot de 27e plek van de Ultratip 100.